# 大山羨代
大山羡代（日语：／ Ōyama Nobuyo，1933年10月16日—2024年9月29日），為日本女性演员、聲優，其配音代表作是《哆啦A夢》。籍贯東京都。2015年5月，大山羨代的丈夫砂川啟介在電台節目透露，她數年前患老人癡呆症，病症時好時壞，但若身體狀況許可仍會從事配音。同年10月，砂川啟介在電視節目透露她已經忘了哆啦A夢。2016年6月，砂川啟介罹患尿管癌幾度進出醫院，安排大山羨代住進老人院。2024年9月29日，因衰老原因而病逝。

## 漢字名
由於藝名將本名之羨字改寫為平假名，故時有誤譯大山千代、大山信代、大山忍代、大山延代、大山春代等。

## 人物
- 从20世纪70年代起就活跃于声优界的大山羡代，曾演出过《无敌超人桑波特3》中的神胜平、《哈里斯的旋风》中的石田國松等早期动画的众多角色。
- 其健康爽朗的独特声質，使她经常为小男孩类型的角色献声。而就在其代表作《哆啦A夢》而言，尽管并不是第一任负责饰演哆啦A梦的声优，但其出色精湛的演技，使他的形象栩栩如生，之后该作的一系列剧场版也由她负责饰演同一角色。大山羡代的配音与角色间天衣无缝的契合。使人们几乎遗忘了哆啦A梦前兩任的声优富田耕生與野澤雅子。或许是哆啦A梦的形象过于深入人心，大山羡代投身这份工作後專注於詮釋哆啦A梦此一角色，之後几乎没有再擔任其他動畫的配音工作。但實際上她的本職是演員，配音則是並行工作的一環。
- 由于在《哆啦A夢》中26年堪称完美的表现，近几年（2005年前後）特别是藤本弘先生（藤子·F·不二雄）去世后，大山羡代就一直出席在日本所有相关活动，换句话说在日本，如果這個哆啦A梦活动没有大山羡代出席，就不能被視為算正式活动。此外不仅是动画与CD，包括BANDAI公司等游戏商制作有关多啦A夢的游戏及玩具时，其声音均由大山羡代录制，为录制声控玩偶的多啦A梦，她花了三天时间。
- 大山羡代曾表示：

「先生常开玩笑地对我说，他老是分不清自己到底是娶了声优老婆，还是哆啦A梦？」
「在外面买东西时我会特别注意，所以还好；不过在家裏和我老公吵架时，倒是常骂到一半，他就会念我：『喂～妳幹嘛又用哆啦A梦的声音啦！』（笑）。」
- 曾担任石原裕次郎主演的著名警匪劇《向太阳怒吼》的其中五集编剧。
- 她也是个有名的料理研究者，著有《有趣酒菜》一书。
- 配音生涯最有名的代表作品為《哆啦A梦》同名主角「哆啦A梦」的配音。在《哆啦A梦！全部的梦集合特别版》（已于2005年3月18日广播）之后退休，从1979年4月以来从业26年。
- 在「超级机器人大战」系列中，出現過她所配過音的《无敌超人桑波特3》主角神勝平，原本製作單位想請回大山羨代參與配音，但她表示「在出演哆啦A夢期間盡量不接其他角色配音」，以維持哆啦A夢的印象而推拒。但儘管如此，她仍然曾參與有聲書版《封神演義》的演出。
- 在水田山葵接棒配音以前，几乎全日本人都知道“哆啦A梦=大山羡代”。
- 在将多啦A梦的配音工作移交给水田山葵后，于2006年5月25日出版自传《我曾經是哆啦A梦》（ぼく、ドラえもんでした。 / 涙と笑いの26年うちあけ話）。
- 水田山葵接棒后第一回《室内钓鱼池》便是大山羡代第一次为哆啦A梦配音的剧目。
- 由於大山羡代所有子女年幼夭折，為補足一生失去孩子的缺憾，她对哆啦A夢視如親生孩子，倾注了所有心血。声优一般會将工作和生活刻意分开，但是她却反其道而行。家里所有东西大到玩偶、小到水龙头装饰都是哆啦A夢。

## 主要出演作品
| 主要出演作品一节正在翻译。 - 如果您对这一节有兴趣，欢迎您继续翻译与修订。 |

### 電視動畫
- 哆啦A夢（哆啦A夢 SHIN-EI動画朝日電視台版初代） - 1979.4.2～2005.3.18
- 無敵超人桑波特3（神勝平）
- 蠑螺太太（磯野カツオ（初代））
- 哈里斯的旋風（石田國松）
- 国松さまのお通りだい（石田國松）
- 水晶宮（ハゼドン）
- のらくろ（のらくろ）
- 槍彈辯駁 希望學園與絕望高中生  The Animation（黑白熊）

### 劇場版動畫
- 北極のムーシカミーシカ
- 哆啦A夢電影作品 （哆啦A夢）

### 遊戲
- ドラえもん のび太と三つの精霊石（哆啦A夢）
- ドラえもん2 のび太と光の神殿（哆啦A夢）
- ドラえもん3 のび太の町SOS（哆啦A夢）
- 槍彈辯駁 希望學園與絕望高中生（黑白熊（モノクマ））
- 超級槍彈辯駁2 再見絕望校園（黑白熊（モノクマ））
- 絕對絕望少女 槍彈辯駁Another Episode（黑白熊（モノクマ））

### 廣播
- 全国こども電話相談室（不定期演出）

### CD
- 哆啦A夢之歌(ドラえもんのうた) - 作曲：菊池俊輔
- 圓臉的歌(まる顔のうた)
- 聖誕老人是哪的人?(サンタクロースはどこのひと)
- 哆啦A夢的聖誕(ドラえもんのクリスマス)
- 在口袋中(ポケットの中に) - 作詞：武田鐵矢，作曲：菊池俊輔
- 因為是朋友(友達だから) - 作詞：武田鐵矢，作曲：山木康世
- ドラえもんじゃあニィ
- 哆啦A夢新年(ドラえもんにゅうイヤー)
- 我是哆啦A夢(ぼくドラえもん)
- 我是哆啦A夢2112(ぼくドラえもん2112)
- 哆啦A夢領唱(ドラえもん音頭)
- 哆啦A夢繪圖歌（ドラえもん・えかきうた）
- 哆啦A夢 九九的歌（ドラえもん・九九のうた）

### 電視劇
- マンモスタワー（チャイナ服の女優）
- 江戸を斬る第3部～第6部（咲）
- 高原へいらっしゃい

### 其他
以哆啦A夢的聲音演出
- テレビ朝日新潟縣中越地震被災者援助哆啦A夢募金

以哆啦A夢以外的聲音演出
- 午後は○○おもいッきりテレビ（不定期演出、電視節目）
- お笑いスター誕生!!（不定期，審査委員、電視節目）

人偶劇
- ブーフーウー

廣播劇
- 封神演義（白鶴童子）

### 廣告
全部以哆啦A夢的聲音演出，※2005年4月換成新的聲優
- 小僧寿司チェーン
- アート引越センター※
- ファミリーレストランチェーン ココス※
- ドラネット／ドラゼミ※
- 公共広告機構（ポリオ撲滅キャンペーン）
- 7-Eleven
- エポック社（ドラえもんテレビパソコン、 くるくるまわるR／Cドラえもん ほか）
- 小學館（「我」、哆啦A夢）

等